# Ботошанское викариатство
Ботоша́нское викариа́тство (рум. Episcopia Botoşaniului) — титулярное викариатство Румынской православной церкви. Названо по городу Ботошани.

## Епископы
- 7 июня 1873 — 30 ноября 1880 — Иосиф (Бобулеску)
- 15 августа 1881 — декабря 1886 — Наркисс (Кречулеску)[1]
- 4 июля 1899 — 4 февраля 1912 — Каллист (Яломицяну)
- 23 апреля 1912 — 3 июля 1918 — Анфим (Петреску)[2]
- 15 июля 1918 — 1 января 1920 — Гурий (Гросу)
- 9 июля 1923 — 25 июня 1924 — Косма (Петрович)
- 28 декабря 1924 — 30 апреля 1936 — Григорий (Леу)
- 25 марта 1938 — 1 января 1949 — Валерий (Моглан)
- 28 февраля 1950 — 28 июля 1962 — Феоктист (Арэпашу)
- 27 января 1974 — 16 ноября 1982 — Адриан (Хрицку)
- 25 марта 1991 — 21 июля 2020 — Каллиник (Думитриу)
- с 7 марта 2021 — Никифор (Хория)